# Masia del Rei (Lleida)
Masia del Rei és una masia de Lleida protegida com a bé cultural d'interès local.

## Descripció
Habitatge unifamiliar aïllat amb soterrani, planta baixa i dues plantes per pis, amb afegits de construcció agrícola. A la façana principal de l'edifici destaca la lògia, galeria orientada al sol de doble alçada amb pilars rectangulars. Volta de canó al celler i murs de càrrega amb pedra i toves. Arrebossat i teula àrab.

## Història
S'anomenà Torre de Don Joan Rei. El mariscal Suchet hi establí el seu quarter general entre abril i maig del 1817 i fou el lloc on la ciutat signà la capitulació.